# Cerkiew św. Aleksego w Harbinie
Cerkiew św. Aleksego w Harbinie – dawna cerkiew prawosławna w Harbinie, użytkowana obecnie (2010) jako kościół katolicki.
Pierwsza cerkiew pod tym wezwaniem została wzniesiona w Harbinie przed 1912 z drewna. Jej uroczyste poświęcenie miało miejsce 25 lutego 1912. Nową świątynię, tym razem z cegły, wybudowano na jej miejscu w latach 1930–1935. Autorem projektu budynku był rosyjski architekt Smilnow-Tołstanowski, który wzniósł cerkiew w stylu baroku rosyjskiego.
Cerkiew spełniała funkcje sakralne do rewolucji kulturalnej. W czasie jej trwania ostatni proboszcz parafii św. Aleksego, ks. Stefan Wu Zhiquan, został zamordowany, zaś sam budynek zaadaptowany na dwupiętrową fabrykę, co całkowicie zmieniło wewnętrzne rozplanowanie i wystrój obiektu. Już w 1980 zniszczona świątynia została wyremontowana i przekazana Patriotycznemu Stowarzyszeniu Katolików Chińskich z przeznaczeniem na rezydencję biskupią (dolna kondygnacja) i kościół (kondygnacja górna). W rękach katolików świątynia pozostaje do dziś (2010). Posiada status zabytku pierwszej klasy. Zewnętrznie zachowała wszystkie cechy typowe dla sakralnej architektury rosyjskiej. We wnętrzu przetrwała jedna ikona Matki Bożej.